# Gail Simone

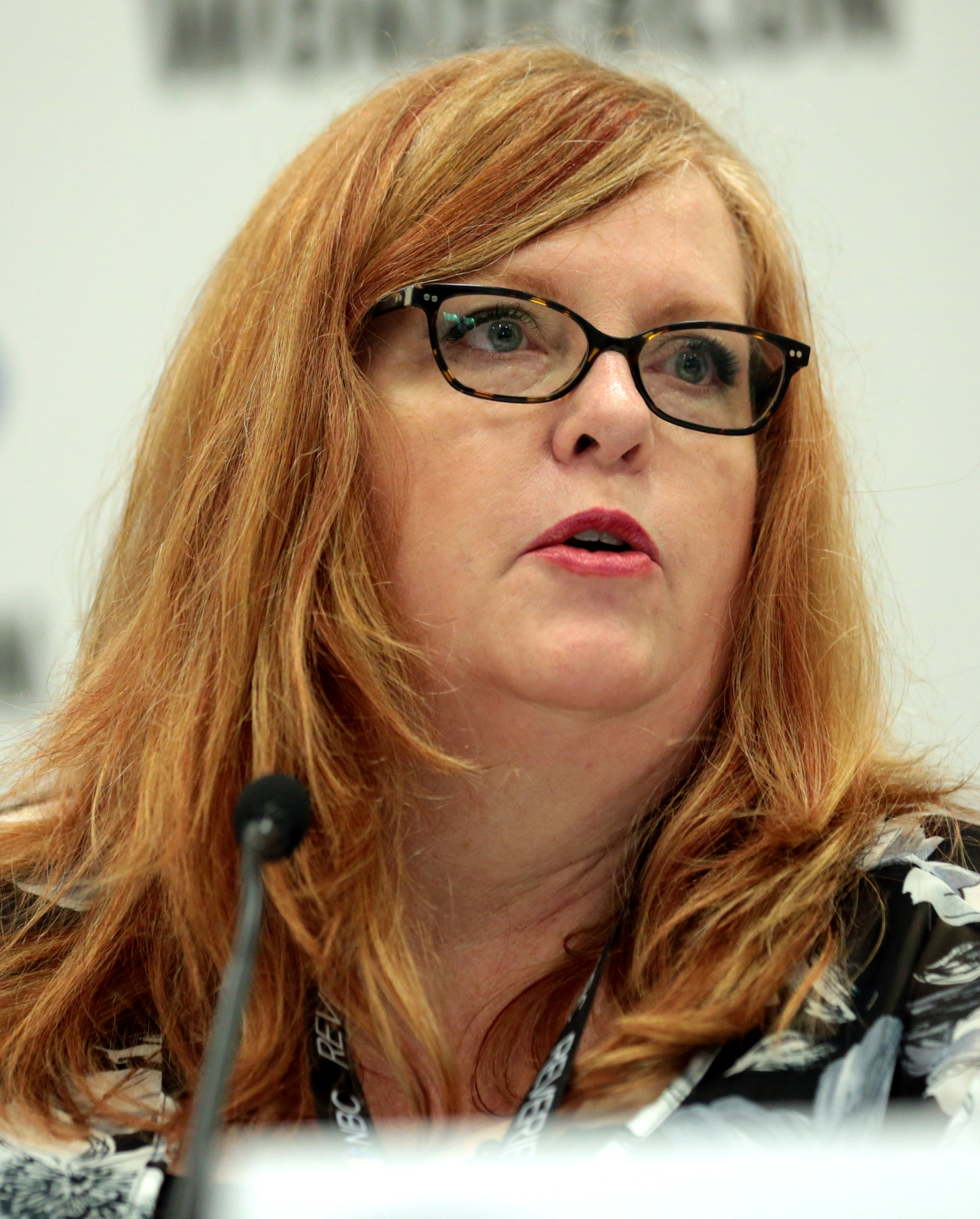
Gail Simone (2018)

Gail Simone (* 29. Juli 1974) ist eine US-amerikanische Comicautorin. Sie hat sich auf Actionkomödien spezialisiert und war Autorin der Serie Birds of Prey von DC Comics.

## Werdegang
An der University of Oregon studierte Gail Simone in den 1980er Jahren Theater. 1999 begann Simone mit ihrer Website Women in Refrigerators, auf der sie sich Comicszenen widmet, in denen Frauen als Opfer von Gewalt oder ähnliches Handlungselement dargestellt und benutzt werden, um den männlichen Superhelden in Aktion treten zu lassen. Später begann sie mit ihrer Kolumne You’ll All Be Sorry! auf der Website Comic Book Resources. Die Themen bewegten sich von kurzen satirischen Zusammenfassungen von alten und neuen Comicserien bis zu Parodien auf Fan-Fiction. Simone begann für Bongo Comics zu arbeiten und schrieb Geschichten für Simpsons Comics, eines der Annuals der Treehouse-of-Horror-Specials sowie für den Bart-Simpson-Comic. Daneben schrieb sie für den Simpsons-Comicstrip.
Von 2002 bis 2003 arbeitete Simone beim Verlag Marvel Comics und schrieb für die Serie Deadpool, aus dem später Agent X wurde. Sie verließ Marvel nach einem Konflikt mit dem Redakteur von Agent X und ging zu DC Comics, wo ihr Birds of Prey übertragen wurde. Später übernahm Simone für kurze Zeit Action Comics von Autor Chuck Austen. Simone arbeitete an anderen Projekten, darunter die Miniserie Villains United, in der sie den Charakter Catman wiederbelebte. Sie schrieb ebenfalls einen zwei Ausgaben umfassenden Storybogen für die laufende Teen-Titans-Comicserie.
Darüber hinaus schrieb sie für Action Comics und Legion of Super-Heroes, einer Rose-and-Thorn-Miniserie, Killer Princesses (mit Lea Hernandez) für Oni Press, die Gus-Beezer-Specials für Marvel Comics und Gen 13 für Wildstorm. Von 2006 bis 2008 arbeitete Simone mit den Zeichnern John Byrne und Trevor Scott an Atom und schrieb die Episode Double Date für die Fernsehserie Justice League Unlimited. 2007 war sie für eine Folge der Kurzfilmserie Revisioned: Tomb Raider Animated Series, eine Adaption von Tomb Raider, als Autorin tätig. ab 2008 schrieb sie für Wonder Woman und Secret Six. 2010 war sie Autorin einer Folge der Zeichentrickserie Batman: The Brave And The Bold.